# David Firth
David Firth (* 23. Januar 1983 in Doncaster, Vereinigtes Königreich) ist ein britischer Filmkünstler und Musiker. Er wurde durch seine Webserie Salad Fingers bekannt.

## Leben
Firth verbreitet seine Arbeiten als Cartoonist zum größten Teil über das Internet – unter anderem auf der Website Newgrounds, auf Youtube und auf eigenen Webseiten. Er stellt seine Filme zum freien Download zur Verfügung und finanziert die meisten seiner Produktionen über Spenden und den Verkauf von T-Shirts („Everything on the internet is free, so why should my cartoon be any different?“/„Alles im Internet ist umsonst, warum sollte das bei meinen Filmen anders sein?“). Trotz seiner Arbeit für die BBC hält er selbst das Fernsehen für ein „Medium des letzten Jahrhunderts“.
Bekannt wurde Firth durch seine flash-animierte Serie Salad Fingers, deren erste Folge 2004 erschien. Seit 2009 produzierte Firth mehrere Animationsfilme für BBC Comedy sowie für die BBC-Four-Serie Charlie Brooker's Screenwipe. BBC Comedy präsentierte seinen Film Music Predictions 2009 im Rahmen von Best of Web Comedy 2009. 2012 trat Firth u. a. als Sprecher für das Computerspiel The Cat Lady in Erscheinung.
Das Internationale Film & Fernsehfestival Cologne Conference zeigte 2007 Salad Finger im Rahmen des Programms Internet Collection, das Hull Short Film Festival zeigte 2009 eine Retrospektive seiner Filme.

## Filme (Auswahl)
- Fat-Pie (2001 – 2004) – 4 Episoden
- Salad Fingers (2004 – 2024) – 15 Episoden – Serie
- Burnt Face Man (2004 – 2010) – 9 Episoden – Serie
- Spoilsbury Toast Boy (2004 – 2005) – 3 Episoden
- Sock (2005 – 2020) – 6 Episoden – Serie
- Men from Up the Stairs (2006)
- Pulch: The Good Times (2006)
- Jerry Jackson (2004 – 2011) – Serie
- Drillbithead (2010 – 2011)
- Cream (2017)